# Cementiri de Teià
El Cementiri de Teià al Teià (Maresme) està protegit com a Bé Cultural d'Interès Local.

## Descripció
Cementiri aïllat ubicat dins del nucli urbà de Teià, prop del torrent de la Murtrera. Cos de planta quadrangular que, mitjançant unes escales, comunica amb un altre cos rectangular on es troba la capella del cementiri. Totes les bandes d'aquest conjunt tenen nínxols encastats i, en alguns trams, mausoleus. Al centre del cos quadrangular hi ha alguns arbres i bancs.
A posteriori es van dur a terme diverses ampliacions, per una banda, es van construir dues noves illes de nínxols, ampliant el cementiri cap al nord-est, i per l'altra banda es va urbanitzar l'accés per tal d'integrar-lo paisatgísticament amb el seu entorn.

## Història
Projectat per l'arquitecte Miquel Garriga i Roca (1808-1888), es va començar a construir l'any 1854. A posteriori es van dur a terme diverses ampliacions, com la construcció de dues noves illes i, ja en la dècada dels 2000, una ampliació cap al nord-est obra dels arquitectes Josep Anton Novo Anguera i Fernando Nieves Garceran. Dins d'aquesta última ampliació es va realitzar la urbanització de l'accés per tal de millorar la seva integració paisatgística amb l'entorn.